# 柳沢一三
柳沢 一三（やなぎさわ いちみ）は、日本の元アマチュア野球選手である。ポジションは投手。長野県出身。

## 来歴・人物
伊那北高校では、2年生時にエースとして1961年夏の甲子園に出場したが、1回戦で及川宣士のいた東北高に敗退した。翌1962年の夏の甲子園県予選では、準決勝で長野高に敗退し、甲子園への出場は実現しなかった。
高校卒業後は日本大学へ進学。東都大学野球リーグではエースの森内一忠とともに活躍し、1966年春季リーグで優勝。同年の全日本大学野球選手権大会でも、決勝で山下律夫、有藤通世らのいた近大を降し優勝した。同年のドラフト会議で大洋ホエールズから3位指名されたが、交渉権放棄により入団しなかった。
大学卒業後は電電東京に入社。1967年の第38回都市対抗野球大会に出場。日本コロムビアとの準々決勝ではエースの土屋紘に代わり先発を任せられるが、早々に降板した。チームは準決勝への進出を果たすが、日本石油の平松政次に抑えられ惜敗。その後、チームは3位決定戦で日立製作所を破る。